# Leptosiaphos rhodurus
Leptosiaphos rhodurus là một loài thằn lằn trong họ Scincidae. Loài này được Laurent mô tả khoa học đầu tiên năm 1952.